# Убийство Мишель Го
Мишель Алисса Го (англ. Michelle Alyssa Go, кит. трад. 高慧民, пиньинь Gāo Huìmín; 29 декабря 1981, Беркли, штат Калифорния, США — 15 января 2022, Нью-Йорк, США) — 40-летняя американка, которую толкнули под колеса приближающегося поезда Нью-Йоркского метрополитена на станции Таймс-сквер — 42-я улица, что привело к её смерти. Подозреваемый, Мартиал Симон, впоследствии был арестован и обвинен в убийстве второй степени.

## Биография
Мишель Го родилась у Джастина и Марджори Го 29 декабря 1981 года в Беркли, штат Калифорния. Она была их вторым ребенком после того, как их первая дочь умерла в младенчестве. Го выросла во Фримонте, штат Калифорния, со своими родителями и братом Джеффри. Примерно в 1994 году она посещала американскую среднюю школу во Фримонте, где была членом Общества почета, а также чирлидершей. Она окончила университет в 1998 году. Она изучала экономику в Калифорнийском университете в Лос-Анджелесе, получив диплом экономиста в 2002 году. Сначала она работала в компании Ferguson Planting Supply в Пасадине, штат Калифорния, в качестве представителя по обслуживанию клиентов и продажам.
В 2010 году она получила степень магистра делового администрирования в Школе бизнеса Стерна при Нью-Йоркском университете. До прихода в финансовую компанию Deloitte она работала в сфере слияний и поглощений в Barclays Capital.
Го была известна своей волонтерской деятельностью. Она более десяти лет сотрудничала с Юниорской лигой Нью-Йорка (NYJL), помогая многим малообеспеченным жителям Нью-Йорка. После ее смерти NYJL опубликовала заявление.

## Смерть
15 января 2022 года Го вышла из своей квартиры в Верхнем Вест-Сайде Нью-Йорка и ждала поезд маршрута R на станции Таймс-сквер — 42-я улица. По данным полиции, около 9:30 утра Го толкнули в спину на рельсы под колеса приближающегося поезда. Преступник был опознан как 61-летний Мартиал Симон. Го была объявлена погибшей на месте происшествия. Саймон скрылся с места происшествия, но позже сдался и признал вину.

### Судебные разбирательства
Саймон, бывший таксист родом с Гаити, ранее был осужден за попытку ограбления в 1999 и 2019 годах, и на него был выписан ордер за нарушение условий условно-досрочного освобождения. Незадолго до инцидента он, как утверждается, приставал к другим пассажирам. Другая женщина позже рассказала следователям, что к ней также подошел Саймон и что она почувствовала угрозу с его стороны, поэтому ушла от него. Саймон сдался полиции вскоре после инцидента, и ему было предъявлено обвинение в убийстве второй степени.
По данным полиции, у Саймона в анамнезе были психические заболевания, поскольку в 2002 году ему был поставлен диагноз шизофрения. Адвокат Х. Митчелл Шуман из Службы защиты округа Нью-Йорк сказал, что вместо понимания сложной проблемы города, «когда по улицам нашего города ходит так много бездомных людей с психическими расстройствами, которые не поддаются лечению, было бы позором, если бы мистер Саймон был принесен в жертву на алтарь мстительного общественного мнения вместо того, чтобы стремиться к более глубокому пониманию этих сложных проблем, стоящих сейчас перед нашим обществом.». 19 апреля 2022 года Саймон был признан не способным предстать перед судом и помещен на неопределенный срок в закрытое психиатрическое учреждение.

## Реакция и обеспокоенность
Смерть Го привлекла к себе внимание из-за неспровоцированного злого умысла. На митингах, организованных в районе залива Сан-Франциско и Нью-Йорке, присутствовали сотни скорбящих. Это дело вызвало обеспокоенность по поводу бездомности и психических заболеваний, а также усилило опасения по поводу роста числа насильственных преступлений на почве ненависти, и жители призвали к усилению мер безопасности и социальной политики. Поскольку убийство произошло на фоне роста числа преступлений на почве ненависти к жителям Восточной Азии в связи с пандемией COVID-19, родители Го и пресса предположили, что она стала жертвой из-за своей расы, хотя следователи не сочли это деяние преступлением на почве ненависти. Журналисты обратили внимание на убийство Го как на пример отсутствия безопасности у женщин, особенно принадлежащих к меньшинствам, в городе, как правило, наряду с убийством Кристины Юны Ли, которое произошло в том же месяце, поскольку обе жертвы были женщинами восточноазиатского происхождения, убитыми бездомными мужчинами.
После смерти Го, Городская транспортная администрация (MTA) объявило в феврале 2022 года, что установит защитные двери на трех станциях в рамках пилотной программы. Станции включали в себя платформу для поездов 7 и <7> на Таймс–сквер, а также на маршруте E на Сатфин-бульвар — Арчер-авеню — аэропорт имени Джона Кеннеди и на Третьей авеню. Ещё до смерти Го звучали призывы установить защитные двери на платформах на нескольких станциях, но MTA этого не сделало. Пилотная программа на Таймс-сквер не включает платформу, на которой была убита Го.
В мае 2024 года четыре представителя США представили Закон Мишель Го, который позволит использовать средства Медикейд для оплаты пребывания в более широком спектре психиатрических учреждений.